# Ram dao

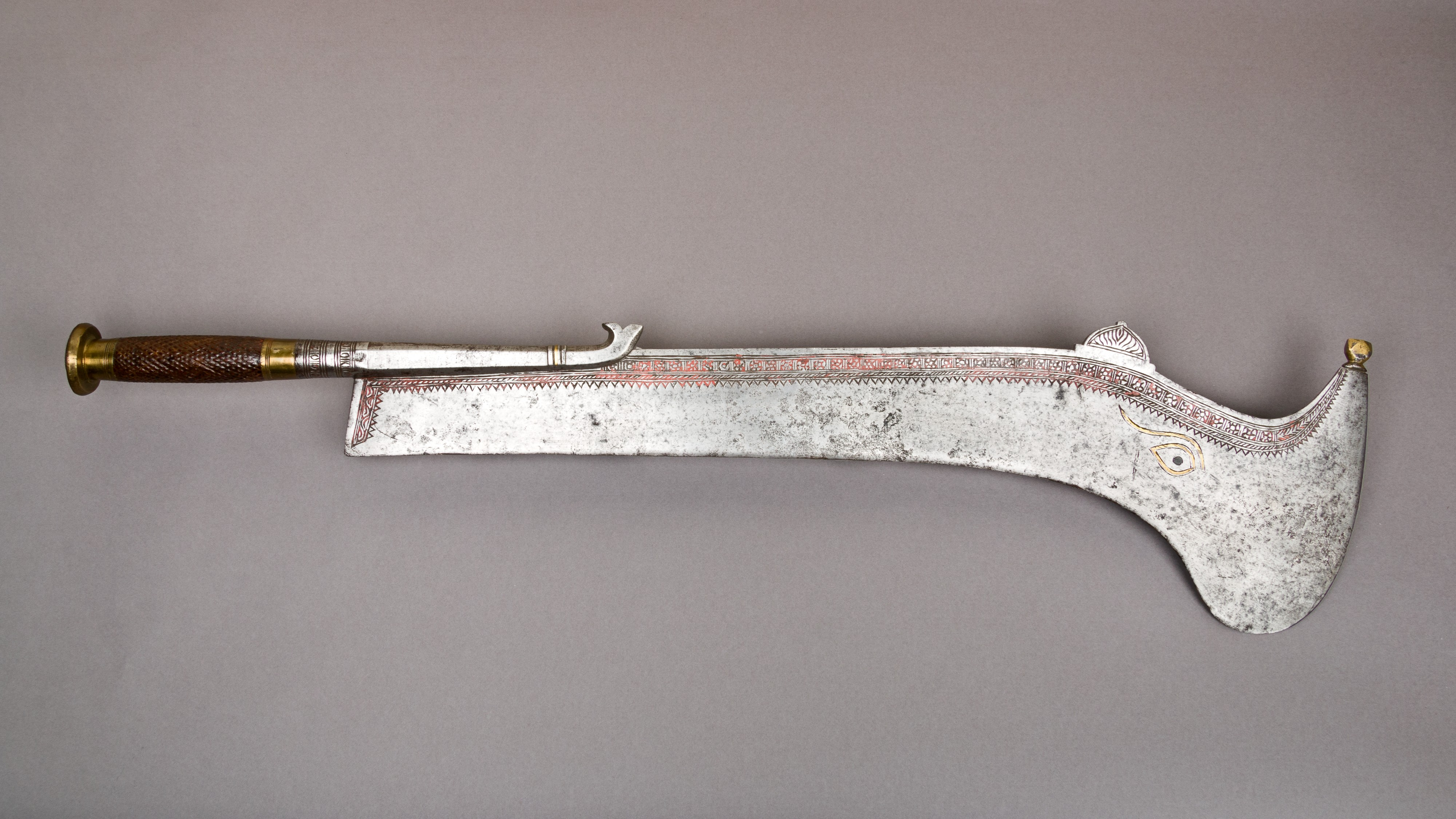
Ram dao z kolekcji Metropolitan Museum of Art

Ram dao – ceremonialna jednosieczna broń biała, charakterystyczna dla północnych Indii i Nepalu, służąca do  dekapitacji ofiar składanych Kali.
Nie ma jednej, ściśle ustalonej formy, ale na ogół charakteryzują się ciężką, zakrzywioną, jednosieczną głownią rozszerzoną w kierunku sztychu, co powoduje znaczące przesunięcie środka ciężaru broni ku jej końcowi.
Używano ich w Bengalu, Asamie i Nepalu, ale nie były związane z jakimś określonym terytorium lub jednostką polityczną. Służyły jako broń, czy też raczej narzędzie rytualne, do ścinania głów zwierzętom ofiarowywanym bogini Kali w jej formie „przerażającej” (zob. Bhajrawa). Miecze te uważa się za ucieleśnienie mocy bóstwa do przerywania życia i figury Kali często trzymają taką broń w jednym z ramion. W związku z tym na głowniach często umieszczano inskrypcje ku jej czci. Napisy te wykonywano z reguły w bengali, co może świadczyć o pierwotnym pochodzeniu tej broni. Innymi typowymi zdobieniami był motyw oka. Broń taka była często ofiarowywana jako wota przez wiernych, o czym także świadczą napisy na głowniach. Wota w postaci ram dao były czasem wykonywane z metali szlachetnych i takie właśnie umieszczane były w rękach posągów.
Głownia ram dao jest szeroka, zakrzywiona, mocno rozszerzająca się w kierunku sztychu, jednosieczna.
Długość głowni wynosi na ogół ok. 60 cm. Rękojeść jest prosta i często przedłużona, co umożliwia chwyt oburęczny. 
Ze względu na bardzo wydatne rozszerzenie głowni ram dao określa się czasem jako skrzyżowanie miecza i topora. Egerton w swoim opisie ram dao określa go mianem „topora ofiarnego” zaznaczając, że konstrukcyjnie jest to rodzaj tasaka, ale rozszerzenie głowni nadaje mu charakteru topora. Podczas składania ofiary, głowa zwierzęcia winna być odcięta jednym cięciem do czego doskonale dostosowana jest forma ram dao.

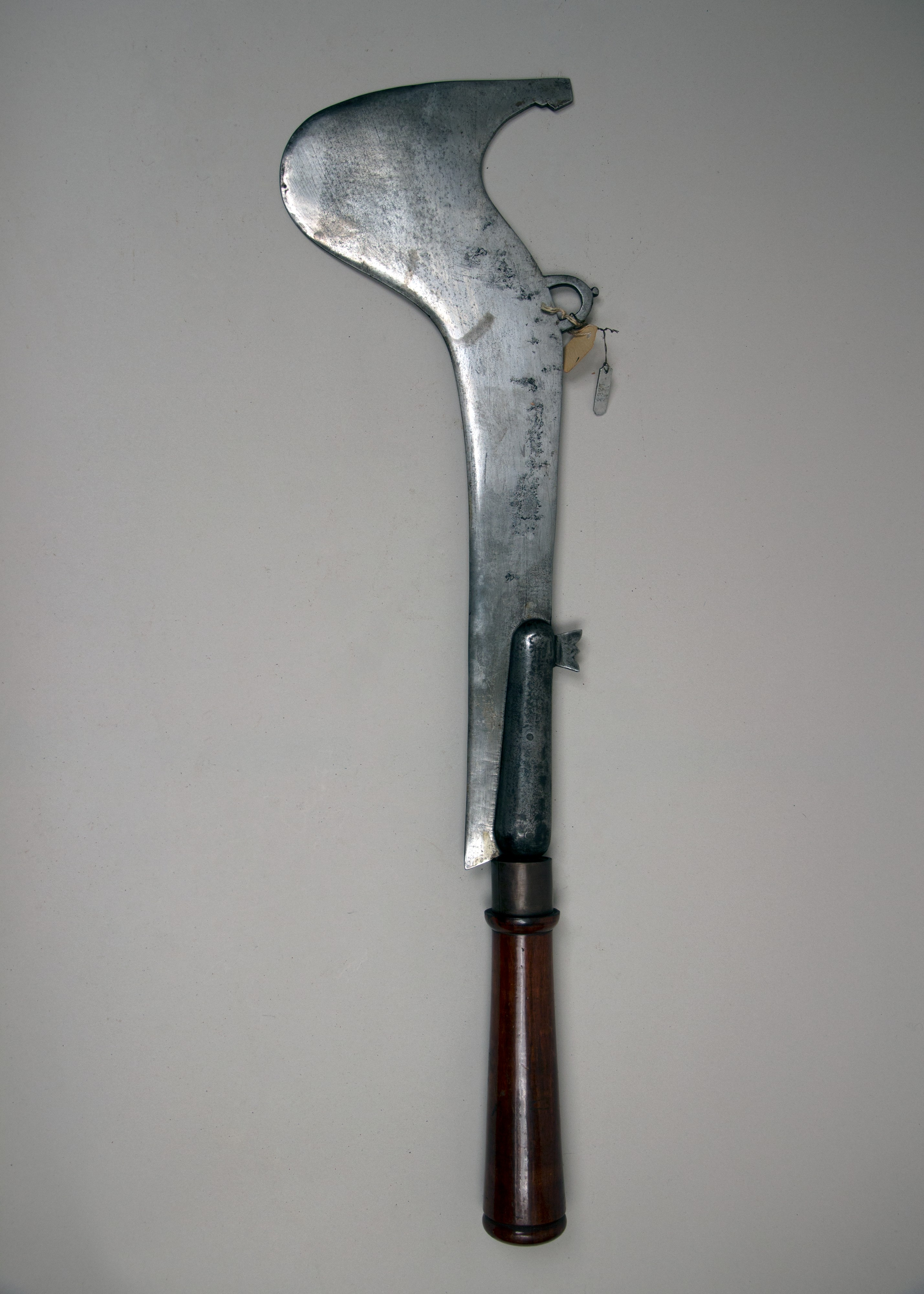
Różne formy ram dao
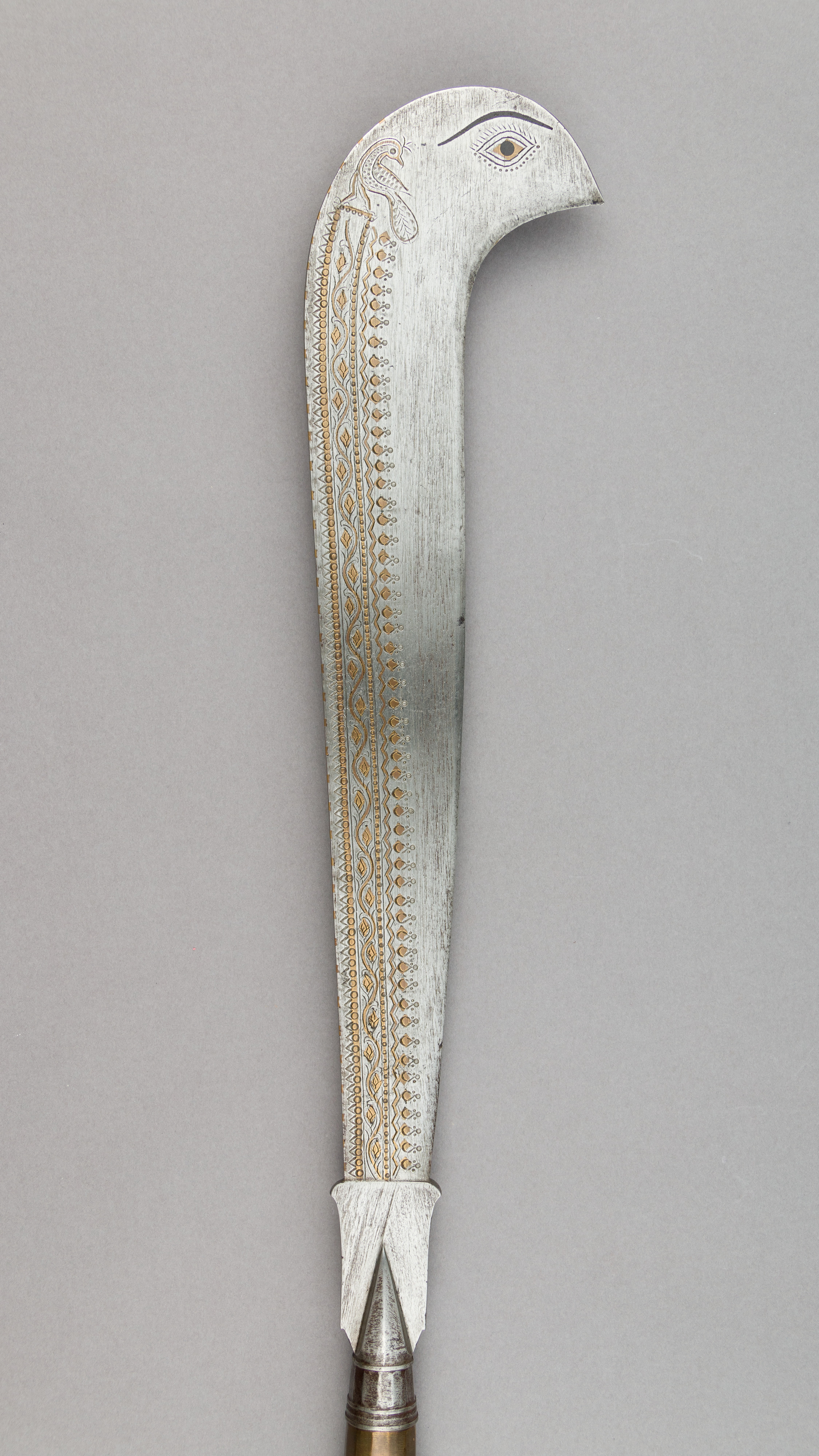
Widoczne zdobienie w postaci oka
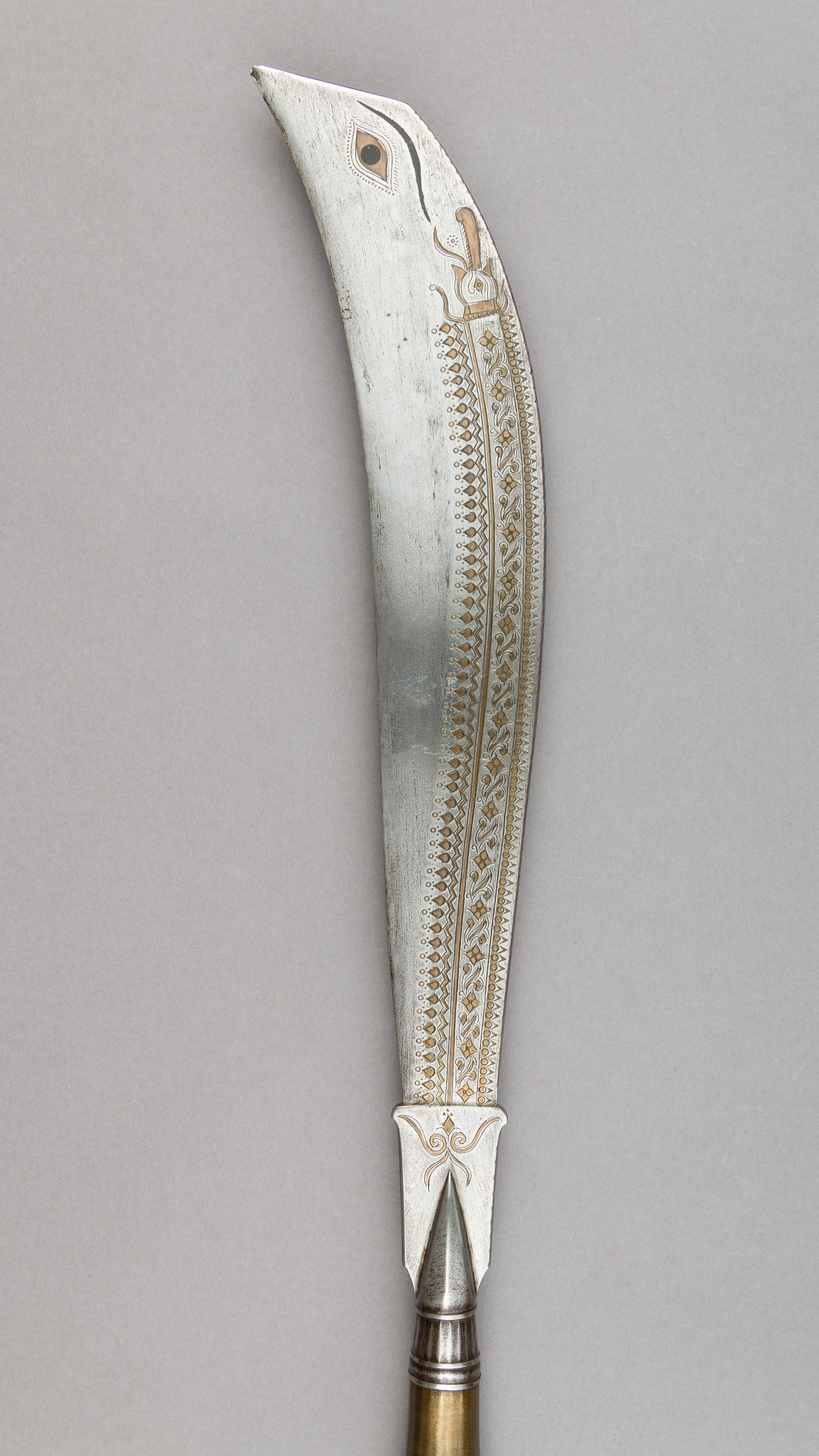
Inna forma, także z okiem
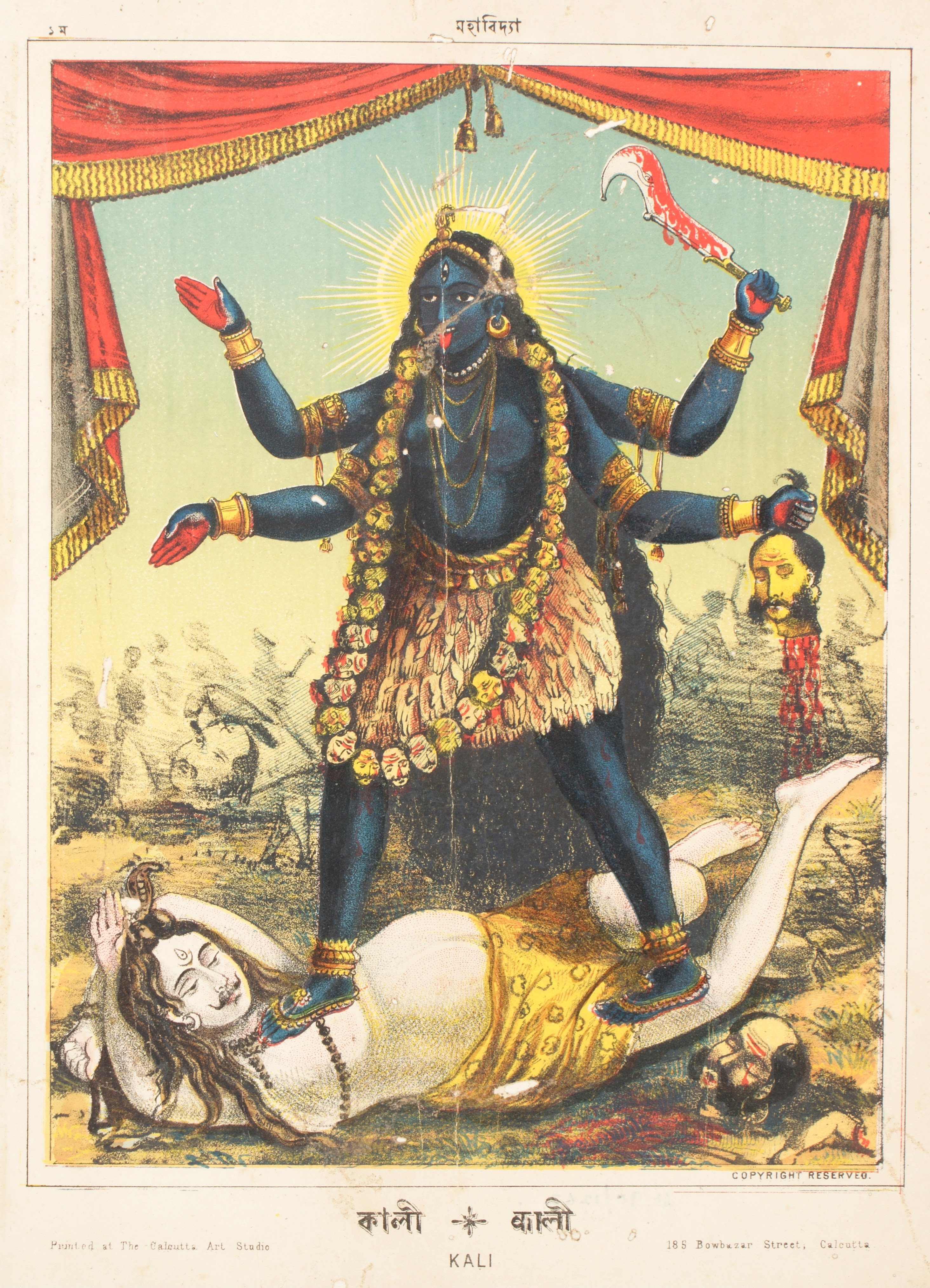
Kali z ram dao w dłoni